# Grębowo
Grębowo (deutsch Grambow) ist ein Dorf in der polnischen Woiwodschaft Westpommern. Es gehört zur Gmina Kamień Pomorski (Stadt- und Landgemeinde Cammin) im Powiat Kamieński (Camminer Kreis).

## Geographische Lage
Das Dorf liegt in Hinterpommern, östlich des Nemitz-Bachs, etwa 60 Kilometer nördlich von Stettin, sieben Kilometer ostsüdöstlich der Kreisstadt Kamień Pomorski (Cammin) und drei Kilometer südlich des Dorfs Trzebieszewo (Tribsow).

## Geschichte
Die Gemarkung des Dorfs Grambow war im 18. Jahrhundert unter zwei Besitzern im Verhältnis 7/8 zu 1/8 aufgeteilt: der größere Dorfbezirk war eine Eigentumsortschaft der Stadt Cammin mit einem Ackerwerk, der übrige Teil ein adliger Wohnsitz mit einem Vorwerk. Das Ackerwerk wurde vom Magistrat der Stadt Cammin verwaltet, zeitweise auch verpachtet, war um 1870 jedoch schon längst veräußert; nach dem Lehnbrief vom 16. Dezember 1665 war das Gut Grambow ein altes Lehen der Familie Witten.
In der Matrikel vom 19. April 1828 ist als Besitzer des Allodial-Ritterguts Grambow ein von Kaphengst eingetragen. 1884 hatte das Rittergut Grambow eine Flächengröße von 100 Hektar, und es befand sich im Besitz der Familie Kaphengst. 1892 und 1896 hieß der Gutsbesitzer Lewerenz.
Am 1. April 1927 hatte das Gut Grambow eine Flächengröße von 109 Hektar, und am 16. Juni 1925 hatte der Gutsbezirk 31 Einwohner. Der Gutsbezirk Grambow wurde am 30. Dezember 1927 in die Landgemeinde Grambow eingegliedert.
Die Gemarkung der Landgemeinde Grambow hatte um 1930 eine Fläche von 7,5 km². Im Gemeindegebiet, in dem Grambow die einzige Wohnstätte war, standen insgesamt 29 bewohnte Wohnhäuser. Im Dorf gab es 1935 ein Fachgeschäft für Elektrotechnik, eine Mühle und eine Stellmacherei.
Bis 1945 bildete Grambow eine Landgemeinde im Landkreis Cammin i. Pom. der preußischen Provinz Pommern des Deutschen Reichs. Die Gemeinde Grambow war dem Amtsbezirk Tribsow zugeordnet.
Gegen Ende des Zweiten Weltkriegs wurde die Region im Frühjahr 1945 von der Roten Armee besetzt. Nach Beendigung der Kampfhandlungen wurde Grambow zusammen mit ganz Hinterpommern seitens der sowjetischen Besatzungsmacht der Volksrepublik Polen zur Verwaltung überlassen. Danach begann die Zuwanderung polnischer Zivilisten. Das Dorf Grambow wurde unter der polnischen Ortsbezeichnung ‚Grębowo‘ verwaltet. In der Folgezeit wurde die einheimische Bevölkerung von der polnischen Administration aus Grambow und dem Kreisgebiet vertrieben.

### Demographie
| Jahr | Einwohner | Anmerkungen |
| ---- | --------- | --- |
| 1782 | –         | Eigentumsortschaft der Stadt Cammin mit einem Ackerwerk, fünf Bauernstellen, einem Kossäten, drei Büdnern, einem Hirtenhaus und elf Feuerstellen (Haushaltungen) sowie adliger Wohnsitz mit einem Vorwerk und zwei Feuerstellen, im Besitz des Majors Joachim Ludewig von Witten |
| 1818 | 81        | Eigentumsdorf der Stadt Kammin |
| 1852 | 193       | Dorf |
| 1864 | 165       | am 3. Dezember, davon 33 im Gutsbezirk und 132 im Gemeindebezirk |
| 1867 | 183       | am 3. Dezember, davon 134 in der Landgemeinde und 49 im Gutsbezirk |
| 1871 | 174       | am 1. Dezember, davon 138 in der Landgemeinde (sämtlich Evangelische) und 36 im Gutsbezirk (sämtlich Evangelische) |
| 1885 | 174       | am 1. Dezember, davon 152 im Dorf (sämtlich Evangelische) und 22 im Gutsbezirk (sämtlich Evangelische) |
| 1890 | 177       | am 1. Dezember, davon 154 in der Landgemeinde und 23 im Gutsbezirk |
| 1910 | 189       | am 1. Dezember, davon 161 in der Landgemeinde und 28 im Gutsbezirk |
| 1925 | 193       | sämtlich Evangelische, davon 31 im Gutsbezirk |
| 1933 | 206       | [ 19 ] |
| 1939 | 176       | [ 19 ] |

## Kirche
Die vor 1945 anwesende Dorfbevölkerung war mit seltenen Ausnahmefällen evangelisch und in Tribsow eingepfarrt. Die Katholiken gehörten zum katholischen Kirchspiel Cammin i. Pom.
Die seit 1945 zugewanderten polnischen Migranten und deren Nachfahren sind größtenteils römisch-katholisch.